# Okroeg Severo-Zapadni
Okroeg Severo-Zapadny (Noordwestelijk District) (Russisch: Северо-Западный административный округ, Severo-Zapadnij administrativnij okroeg) is een van de 10 administratieve districten van Moskou.
Het heeft een oppervlakte van 107 km² en telt ongeveer 800.000 inwoners.
Het is een van de rijkere en meer welvarende districten, met veel groen en naar verhouding weinig industrie.
Het district is verdeeld in 8 wijken.
Er bevinden zich 110 scholen en 133 kleuterscholen in het district. 